# (17579) Lewkopelew
(17579) Lewkopelew est un astéroïde de la ceinture principale.

## Description
(17579) Lewkopelew est un astéroïde de la ceinture principale. Il fut découvert le 5 octobre 1994 à Tautenburg par Freimut Börngen. Il présente une orbite caractérisée par un demi-grand axe de 2,35 UA, une excentricité de 0,14 et une inclinaison de 7,1° par rapport à l'écliptique.

## Compléments